# جاستن كول
جاستن كول (بالإنجليزية: Justin Cole)‏ هو لاعب كرة قدم أمريكية أمريكي، ولد في 22 نوفمبر 1987 في باسادينا في الولايات المتحدة.

## وصلات خارجية
- جوستين كول على موقع مرجع كرة القدم المحترفة.كوم (الإنجليزية)